# تسرسکی (دهانه)

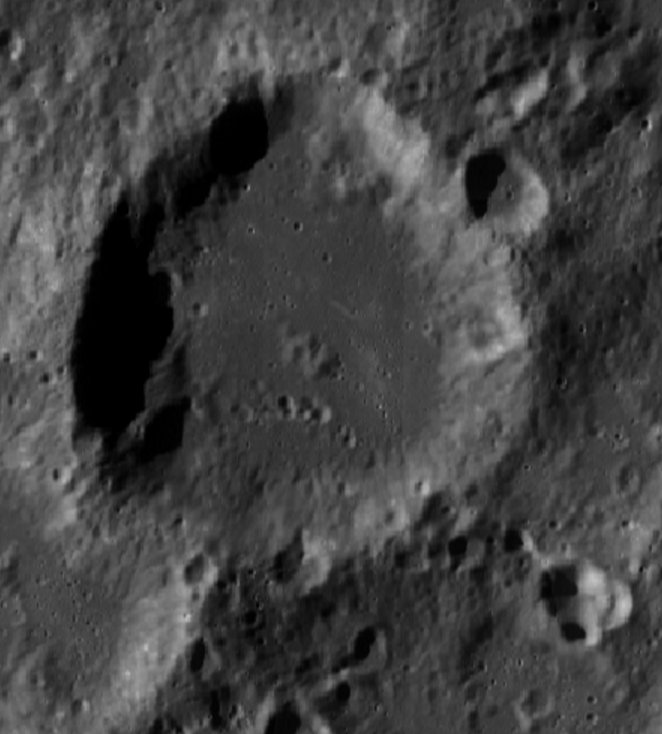
دهانه برخوردی تسرسکی (تصویربرداری شده توسط مدارگرد شناسایی ماه).

تسرسکی یک دهانه برخوردی در ماه است.

## دهانه‌های اقماری
این دهانه ۲ دهانه اقماری دارد.
| Tseraskiy | عرض جغرافیایی | طول جغرافیایی | قطر          |
| --------- | ------------- | ------------- | ------------ |
| P         | ۵۱٫۳° S       | ۱۳۹٫۶° E      | ۳۳٫۰ کیلومتر |
| K         | ۵۳٫۰° S       | ۱۴۴٫۶° E      | ۴۵٫۰ کیلومتر |